# Cracked Actor (video)
Cracked Actor è un film documentario del 1974 sulla vita in tournée della rockstar britannica David Bowie diretto da Alan Yentob per la BBC, andato in onda sul canale BBC2 il 26 gennaio 1975.
All'epoca delle riprese, Bowie stava attraversando un periodo di forte dipendenza dalla cocaina e il documentario è diventato celebre come testimonianza del fragile stato mentale dell'artista in quel periodo.
Ad oggi il documentario non è mai stato distribuito in formato home video, anche se ne circolano da anni copie video bootleg.

## Descrizione
Il documentario mostra Bowie in tour a Los Angeles, ricorrendo a un misto di spezzoni privati dietro le quinte ed esibizioni in concerto. La maggior parte del materiale concertistico deriva da uno show tenutosi all'Universal Amphitheatre di Los Angeles il 2 settembre 1974. Inoltre sono presenti spezzoni tratti dal film di D. A. Pennebaker Ziggy Stardust and the Spiders from Mars, girato all'Hammersmith Odeon di Londra il 3 luglio 1973, e di altre date del tour.
Il titolo del documentario, prodotto dalla BBC per il programma Omnibus, avrebbe dovuto essere in origine The Collector, in riferimento a un commento fatto da Bowie al giornalista Russell Harty l'anno precedente, quando si era autodefinito "un collezionista di accenti". Yentob e la sua troupe ricevettero l'incarico di documentare il famoso Diamond Dogs Tour di Bowie, che era ancora in preparazione quando iniziarono le riprese. Le location del documentario sono principalmente Hollywood e Los Angeles, ma sono presenti anche immagini di un concerto a Filadelfia. Nel film si possono ascoltare alcune canzoni eseguite durante il tour come Space Oddity, Cracked Actor, Sweet Thing/Candidate, Moonage Daydream, The Width of a Circle, Aladdin Sane, Time, Diamond Dogs e John, I'm Only Dancing (Again).

## Bowie suCracked Actor
Nel 1987, mentre stava lavorando al suo album Never Let Me Down, Bowie così si espresse in una intervista circa il suo stato mentale all'epoca delle riprese del documentario:
Ancora dieci anni dopo, nel 1997, la sua opinione non era cambiata: